# Joyce Summers
Joyce Summers è un personaggio della serie televisiva Buffy l'ammazzavampiri, interpretato da Kristine Sutherland.

## Caratterizzazione e influenza
Il personaggio di Joyce Summers non doveva originariamente apparire frequentemente in video, ma già nel corso della prima stagione il suo ruolo assunse una notevole rilevanza, non limitandosi ad essere un personaggio di contorno. Secondo BuzzFeed l'interpretazione della Sutherland fu dirimente per il personaggio di Joyce, che rischiava di essere rappresentato come una madre isterica e opprimente ma che invece viene ricordata come un punto fermo della serie, un personaggio autentico e una presenza confortante per il pubblico e per gli altri personaggi. La morte del personaggio a causa di un aneurisma cerebrale, ispirata nelle modalità alla reale scomparsa della madre del creatore della serie Joss Whedon, rappresenta una morte naturale e realistica all'interno di una fiction caratterizzata da morti fantastiche. L'episodio in cui avviene, Un corpo freddo viene ricordato come uno dei migliori di tutta la serie. Per la rivista Bustle, la morte di Joyce è una delle 11 ragioni per cui Buffy l'ammazzavampiri è stata la serie televisiva anni 90 con il maggior potere identificativo. Secondo Rhonda Wilcox si tratta di uno straordinario esempio di utilizzo della serialità per rappresentare lo shock del lutto. Quella di Joyce è stata indicata come la morte più importante della serie nonché una delle morti televisive più memorabili e scioccanti. All'episodio e alla sua rilevanza all'interno della serie TV furono dedicati studi e ricerche anche in campo universitario.
Nel corso della serie Buffy esprime la paura di non essere voluta e accettata. Una delle espressioni di questa paura è l'episodio della prima stagione Incubi (Nightmares), in cui gli incubi dei personaggi diventano reali. In quello di Buffy il padre le dice crudelmente che non vuole passare più tempo con lei per via delle sue mancanze come figlia. Inoltre Buffy teme che i suoi problemi scolastici e la disobbedienza a casa siano state una delle cause principali del divorzio dei genitori. Allontana amici e familiari per proteggerli da quello che deve affrontare, mentre simultaneamente dipende dalla loro assistenza. Secondo alcuni psicologi che si sono interessati alla serie, Buffy è predisposta a sviluppare disturbi d'ansia, dato che spesso le persone a cui vengono diagnosticati si preoccupano e fissano su problemi e comportamenti che gli studi suggeriscono essere ereditari. In questa luce hanno analizzato le azioni di Joyce nelle prime stagioni, come eccessivamente protettive verso Buffy: la sua vigilanza costringe Buffy a uscire di nascosto dalla casa tramite la finestra della camera da letto. Joyce inoltre la incoraggia continuamente ad evitare le cattive compagnie. Nonostante questo, le continue cure di Joyce per Buffy sono citate come uno dei motivi per cui Buffy è in grado di sopravvivere così a lungo, molto di più di altre Slayers, che storicamente sono morte molto giovani, e come fonte di forza di Buffy stessa. Joyce e Giles spesso lavorano in maniera simile per guidare Buffy moralmente ed emozionalmente. La tragica relazione d'amore con Angel, che non avrebbe potuto portare gioia a nessuno dei due, viene in parte rotta dalla richiesta di Joyce ad Angel di interromperla.
Secondo Lorna Jowet, Joyce è il veicolo attraverso cui gli spettatori più anziani possono giudicare le azioni dei personaggi giovani. Jowett vede Joyce come una "matriarca post-femminista": è a capo di una casata che raramente richiede la presenza di un uomo. Second Jowett, Buffy discende da due linee femminili: quella degli Slayer e quella dei Summers. Contrariamente a Buffy, Joyce non afferma mai di essere stata abbandonata dall'uomo, ma mantiene caratteristiche femminili: gestisce una galleria d'arte, ha altri amici e appuntamenti romantici. Jes Battis afferma che il ruolo di Joyce come madre di Buffy è perlopiù non notato (perlomeno fino alla sua morte) perché il pubblico si aspetta un comportamento diverso da una madre single. Il dolore di Buffy coincide con il suo diventare quello che era sua madre. In questo processo Buffy lotta per svolgere il ruolo di Joyce, trovandolo più difficile di quello di slayer.

## Biografia del personaggio

### Prima - quarta stagione
Costretta a lasciare Los Angeles, dopo aver divorziato dal marito Hank (Dean Butler), Joyce Summers si trasferisce a Sunnydale insieme alla figlia Buffy (Sarah Michelle Gellar), permettendo così alla ragazza di rifarsi una vita dopo che era stata espulsa da scuola per aver incendiato la palestra. Joyce ignora che la figlia sia la cacciatrice, il cui destino sia quello di salvare il mondo da vampiri e demoni e che, combattendo contro queste creature infernali, sia scoppiato l'incendio che le è costata l'espulsione. Scoprirà solo nell'ultimo episodio della seconda stagione, L'inizio della storia (2ª parte), l'identità segreta della figlia; da questo momento in poi, Joyce sarà profondamente orgogliosa della figlia, nonostante i pessimi risultati scolastici.

### Quinta stagione
A partire dalla quinta stagione, entra in scena Dawn (Michelle Trachtenberg), la quale viene considerata da tutti come la figlia minore di Joyce e come tale trattata. In realtà, Dawn è la Chiave, un misto di luce ed energia al quale i monaci hanno dato forma umana per nasconderla da Glory (Clare Kramer), una dea che, per accrescere i propri poteri, vuole impossessarsi della Chiave, per l'appunto. I monaci hanno anche creato dei falsi ricordi nella mente di Buffy e dei suoi familiari ed amici per giustificare la presenza di Dawn nella loro vita. Ne Il meteorite, Joyce confessa a Buffy di sapere che Dawn non è realmente sua figlia, nonostante questo, continuerà a trattarla come tale.
Nel frattempo, a Joyce viene diagnosticato un tumore al cervello operabile (L'ombra); l'intervento riesce perfettamente (Il meteorite), ma poche settimane dopo, Buffy trova la madre sdraiata sul divano priva di vita a causa di un aneurisma cerebrale (Un corpo freddo). Dawn cercherà di farla tornare in vita, ma con scarsi risultati.
Joyce comparirà anche nel penultimo episodio della stessa serie, Il peso del mondo, all'interno di alcuni ricordi d'infanzia che Willow (Alyson Hannigan), entrata nella mente di Buffy, suscita in lei.

### Sesta stagione
In Di nuovo normale, Buffy vive in una realtà parallela nella quale i genitori, ancora sposati, l'hanno fatta internare in un ospedale psichiatrico. In questa vita, non vi sono né cacciatrici né vampiri e Buffy è solo una malata mentale in preda a visioni. La conclusione della puntata, volutamente ambigua, lascia il dubbio su quale sia il "vero" mondo fittizio.

### Nella settima stagione
Gli ultimi episodi nei quali compare il personaggio di Joyce appartengono alla settima serie. In Conversazioni con l'aldilà, sotto forma di manifestazione de Il Primo a Dawn, e in Ombre nella notte in un sogno di Buffy.